# Береславка (Кировоградская область)
Бересла́вка (укр. Бересла́вка) — село в Кетрисановской сельской общине Кропивницкого района Кировоградской области Украины.
До 2020 года входило в Бобринецкий район
Население по переписи 2001 года составляло 139 человек. Почтовый индекс — 27246. Телефонный код — 5257. Занимает площадь 0,635 км². Код КОАТУУ — 3520881602.
Известна как родина революционера Льва Троцкого (под названием хутор Я́новка (укр. Я́нівка)).